# Casarza Ligure
Casarza Ligure là một đô thị ở tỉnh Genova thuộc vùng Liguria, nằm ở vị trí cách khoảng 45 km về phía đông nam của Genova. Tại thời điểm ngày 31 tháng 12 năm 2004, đô thị này có dân số 6.276 người và diện tích là 27.4 km².
Đô thị Casarza Ligure có các frazioni (đơn vị cấp dưới, chủ yếu là thôn làng) Bargonasco, Bargone, Cardini, Massasco, và Verici.
Casarza Ligure giáp các đô thị sau: Castiglione Chiavarese, Maissana, Moneglia, Ne, Sestri Levante.